# Threnia rabelloi
Threnia rabelloi är en tvåvingeart som beskrevs av Carrera 1952. Threnia rabelloi ingår i släktet Threnia och familjen rovflugor. Inga underarter finns listade i Catalogue of Life.